# Finlandia na Mistrzostwach Świata w Lekkoatletyce 2013
Finlandia na Mistrzostwach Świata w Lekkoatletyce 2013 – reprezentacja Finlandii podczas czempionatu w Moskwie liczyła 13 zawodników.

## Występy reprezentantów Finlandii

### Mężczyźni

#### Konkurencje biegowe
| Konkurencja   | Zawodnik            | Runda 1  | Runda 1 | Półfinał | Półfinał | Finał        | Finał   |
| Konkurencja   | Zawodnik            | Rezultat | Pozycja | Rezultat | Pozycja  | Rezultat     | Pozycja |
| ------------- | ------------------- | -------- | ------- | -------- | -------- | ------------ | ------- |
| Chód na 50 km | Jarkko Kinnunen     | —        | —       | —        | —        | 3:50:56 (SB) | 20.     |
| Chód na 50 km | Veli-Matti Partanen | —        | —       | —        | —        | 4:04:59      | 41.     |

#### Konkurencje techniczne
| Konkurencja    | Zawodnik        | Eliminacje | Eliminacje | Finał    | Finał   |
| Konkurencja    | Zawodnik        | Rezultat   | Pozycja    | Rezultat | Pozycja |
| -------------- | --------------- | ---------- | ---------- | -------- | ------- |
| Rzut oszczepem | Ari Mannio      | DNS        | DNS        | NQ       | NQ      |
| Rzut oszczepem | Tero Pitkämäki  | 84,39      | 1. Q       | 87,07    | srebro  |
| Rzut oszczepem | Antti Ruuskanen | 81,36      | 6. q       | 81,44    | 6.      |
| Rzut oszczepem | Teemu Wirkkala  | 79,50      | 17.        | NQ       | NQ      |
| Skok o tyczce  | Jere Bergius    | 5,40       | 14.        | NQ       | NQ      |
| Skok w dal     | Eero Haapala    | DNS        | DNS        | NQ       | NQ      |

### Kobiety

#### Konkurencje biegowe
| Konkurencja                   | Zawodnik            | Runda 1  | Runda 1 | Półfinał   | Półfinał | Finał    | Finał   |
| Konkurencja                   | Zawodnik            | Rezultat | Pozycja | Rezultat   | Pozycja  | Rezultat | Pozycja |
| ----------------------------- | ------------------- | -------- | ------- | ---------- | -------- | -------- | ------- |
| Bieg na 100 m                 | Hanna-Maari Latvala | 11,45    | 26.     | NQ         | NQ       | NQ       | NQ      |
| Bieg na 200 m                 | Hanna-Maari Latvala | 23,07    | 20. Q   | 23,21      | 19.      | NQ       | NQ      |
| Bieg na 100 m przez płotki    | Nooralotta Neziri   | 13,23    | 23. q   | 13,04 (NR) | 16.      | NQ       | NQ      |
| Bieg na 3000 m z przeszkodami | Sandra Eriksson     | 9:45,57  | 18.     | —          | —        | NQ       | NQ      |
| Bieg na 3000 m z przeszkodami | Oona Kettunen       | DNS      | DNS     | —          | —        | NQ       | NQ      |
| Chód na 20 km                 | Anne Halkivaha      | —        | —       | —          | —        | 1:36:17  | 47.     |